# Aki kiti
Aki kiti je indický bojový styl, který využívá jen nohy. Praktikuje se především na kmenových slavnostech v Nágálandu. Aki kiti slouží výhradně jako sport (nikoliv bojové umění), při kterém se urovnávají spory mezi kmeny. Nemá tudíž zavedené techniky nebo sestavy jako např. u japonských bojových umění.